# Ocotea megacarpa
Ocotea megacarpa är en lagerväxtart som beskrevs av H. van der Werff. Ocotea megacarpa ingår i släktet Ocotea och familjen lagerväxter. Inga underarter finns listade i Catalogue of Life.